# Bratoljub Klaić
Adolf Bratoljub Klaić (Adolf Klaić) (Bizovac, 27. srpnja 1909. – Zagreb, 2. ožujka 1983.), bio je hrvatski jezikoslovac, kroatist i prevoditelj.

## Životopis
Rođen je kao Adolf Klaić u Bizovcu kod Valpova 1909. godine. U Bizovcu je proveo prvih nekoliko godina nakon čega se s obitelji seli u Zagreb. U Zagrebu je završio klasičnu gimnaziju te na Filozofskom fakultetu diplomirao povijest južnoslavenskih jezika i književnosti, češki i njemački jezik. Njegov otac, također Adolf Klaić rođen je kao Adolf Klotz (1875.), te je 1919. kroatizirao prezime u Klaić. Prezime Klotz njemačkog je porijekla - obitelj Klotz stigla je u Hrvatsku sredinom 19. st, iz njemačkih zemalja preko Mađarske (tzv. Podunavski Nijemci). Bratoljub se stručno usavršavao u Poljskoj i Češkoj. Doktorirao je 1941. godine disertacijom Bizovačko narječje. Bio je profesor u gimnaziji u Vukovaru (1934. – 1939.), Prijedoru, Osijeku (1939. – 1940.) i Zagrebu. Kao član Državnoga ureda za jezik NDH Klaić je, uz suradnju ostalih članova, priredio pravopisni priručnik Koriensko pisanje (1942.), a s Franjom Ciprom i opsežni Hrvatski pravopis (1944., pretisak 1992.), oba izrađena na tvorbeno-morfološkim načelima prema tadašnjoj službenoj jezičnoj politici. Profesor na Visokoj pedagoškoj školi u Zagrebu bio je od 1946. do 1950. godine. Od 1950. godine profesor je hrvatskoga jezika na Akademiji kazališne i filmske umjetnosti. 
Postao je poznat po Rječniku stranih riječi, koji je od 1951. do 2007. godine izišao u više izdanja. Prevodio je s klasičnih jezika (Eshil, Sofoklo, Euripid, Vergilije i ini). Kao vrstan akcentolog objavljivao je radove iz hrvatske prozodije, među ostalima i Naglasni sustav standardnoga hrvatskog jezika. Redigirao je i komentirao izdanja brojnih hrvatskih pisaca (npr. u ediciji Pet stoljeća hrvatske književnosti objavio je dijalektološku studiju o jeziku narodnih pripovijetka, knj. 26, Zagreb, 1963.; prilog povijesnoj gramatici hrvatskoga jezika na korpusu Hanibala Lucića i Petra Hektorovića, knj. 7, Zagreb, 1968.; te je priredio rječnike i tumače za djela više od 150 autora). Jezično je priredio mnoge kazališne i filmske izvedbe. Uvježbavao je dikciju s glumcima za predstave i bio glavnim tumačem nepoznatih riječi. Proučavao je poljsko-hrvatske kulturne veze i pisao o njima. Osim jezikoslovljem bavio se i teorijom književnosti (Između jezikoslovlja i nauke o književnosti, 1972.). 
Bio je bliski suradnik Branka Gavelle, a za vrijeme studija bavio se i novinarstvom. Prvi je saznao i objavio vijest o smrti Stjepana Radića.
Bratoljub Klaić je u kroatistici i općenito u hrvatskoj kulturi ostavio trajan pisani i usmeni trag kao vrstan leksikograf i kao pravopisni i jezični normativist. 
Potpisivao se i pseudonimima Bizovčić, A. B., A. B. K. i bk.

## Djela
- Bronislaw Grabowski i Hrvati: prilog poznavanju poljsko-hrvatskih kulturnih i književnih veza u prošlosti, Tiskara i knjigovežnica Ivan Rast, Zagreb, 1940.
- Koriensko pisanje, Zagreb, 1942. (dva izd.)
- Hrvatski pravopis, (suautor Franjo Cipra), Zagreb, 1944, (pretisak Zagreb, 1992.)
- Rječnik stranih riječi, izraza i kratica, Zagreb, 1951. (više od 20 izd. do 2007.)
- Između jezikoslovlja i nauke o književnosti, Zagreb, 1972.
- Bizovačko narječje, Matica hrvatska, Ogranak Bizovac, Bizovac, 2007.
- Pripovijetke, Matica hrvatska, Ogranak Bizovac, Bizovac, 2009.
- Prosvjetitelji, Matica hrvatska, Ogranak Bizovac, Bizovac, 2011.
- Naglasni sustav standardnoga hrvatskog jezika, Nova knjiga Rast, Zagreb, 2013., (izvorni rukopis uredio Božidar Smiljanić)[3]

## Spomen
- Osnovna škola Bratoljuba Klaića u Bizovcu nazvana je po njemu.[4]

## Vanjske poveznice
- Elektronička građa, Naglasni sustav standardnoga hrvatskog jezika  Arhivirana inačica izvorne stranice od 16. veljače 2016. (Wayback Machine), Umjetnička organizacija NETFACES, Zagreb, 2011. (PDF)